# Leptothrix discophora
Leptothrix discophora es una bacteria gramnegativa del género Leptothrix. Fue descrita en el año 1912. Su etimología hace referencia portadora de discos. Es aerobia y móvil por flagelo polar o bipolar. Tiene un tamaño de 0,6-0,8 μm de ancho por 2,5-12 μm de largo. Crece de forma individual, en parejas o en cadenas. Forma colonias irregulares y de color marrón oscuro. En algunos casos puede formar colonias filamentosas y films en la superficie de aguas. Temperatura de crecimiento entre 15-33 °C. Oxidasa positiva. Tiene capacidad para oxidar hierro y manganeso. Se ha aislado de un estanque con ferromanganeso en Estados Unidos. 